# بوق آزاد
بوق آزاد (به انگلیسی: dial tone) یک سیگنال تلفنی است که با تشخیص وضعیت قلاب-قطع، توسط یک مرکز تلفن یا مرکزتلفن انشعابی خصوصی (PBX) به یک دستگاه پایاندهی مانند تلفن ارسال می‌شود. این نشان می‌دهد که مرکز در حال کار است و برای شروع یک تماس تلفنی آماده است. با تشخیص اولین رقم شماره‌گیری، بوق قطع می‌شود. اگر رقم‌هایی پیش رو نباشد، بوق آزاد جزئی فراخوانی می‌شود، که معمولاً یک بوق آگاهش ویژه و یک پیام شنودی، و به دنبال آن بوق قلاب-قطع، تماس گیرنده احتیاج به قطع و شماره‌گیری مجدد دارد.

## پیشینه
بوق آزاد برای اولین بار در سال ۱۹۰۸ در هیلدسهایم، آلمان توسط مهندس اوت کروکوف اختراع شد.
در ایالات متحده، بوق آزاد در دهه ۱۹۲۰ ارائه شد. در زمان بازنشستگی رئیس‌جمهور دویت دی. آیزنهاور در سال ۱۹۶۱ تقریباً جهانی بود، اما شخص رئیس‌جمهور هرگز با بوق آزاد مواجه نشده بود. هنگامی که او تلفن منزل خود را برداشت، دستیار وی مجبورشد توضیح دهد که این صدای عجیب چیست و همچنین به آیزنهاور نشان داد که چگونه از تلفن شماره‌گیر گَردان استفاده کند.